# Atlantis (Zuid-Afrika)
Atlantis is een plaats in de Zuid-Afrikaanse provincie West-Kaap.
Atlantis telt ongeveer 67.500 inwoners. De plaats is tijdens de Apartheid opgezet voor kleurlingen uit Kaapstad.

## Subplaatsen
Het nationaal instituut voor de statistiek, Stats SA, deelt sinds de census 2011 deze hoofdplaats in in 10 zogenaamde subplaatsen (sub place), waarvan de grootste zijn:
Avondale SP1 • Protea Park • Robinvale • Saxonsea • Sherwood.